# Mary Astor
Mary Astor (Quincy, 3 de maio de 1906 — Los Angeles, 25 de setembro de 1987) foi uma atriz norte-americana.

## Biografia

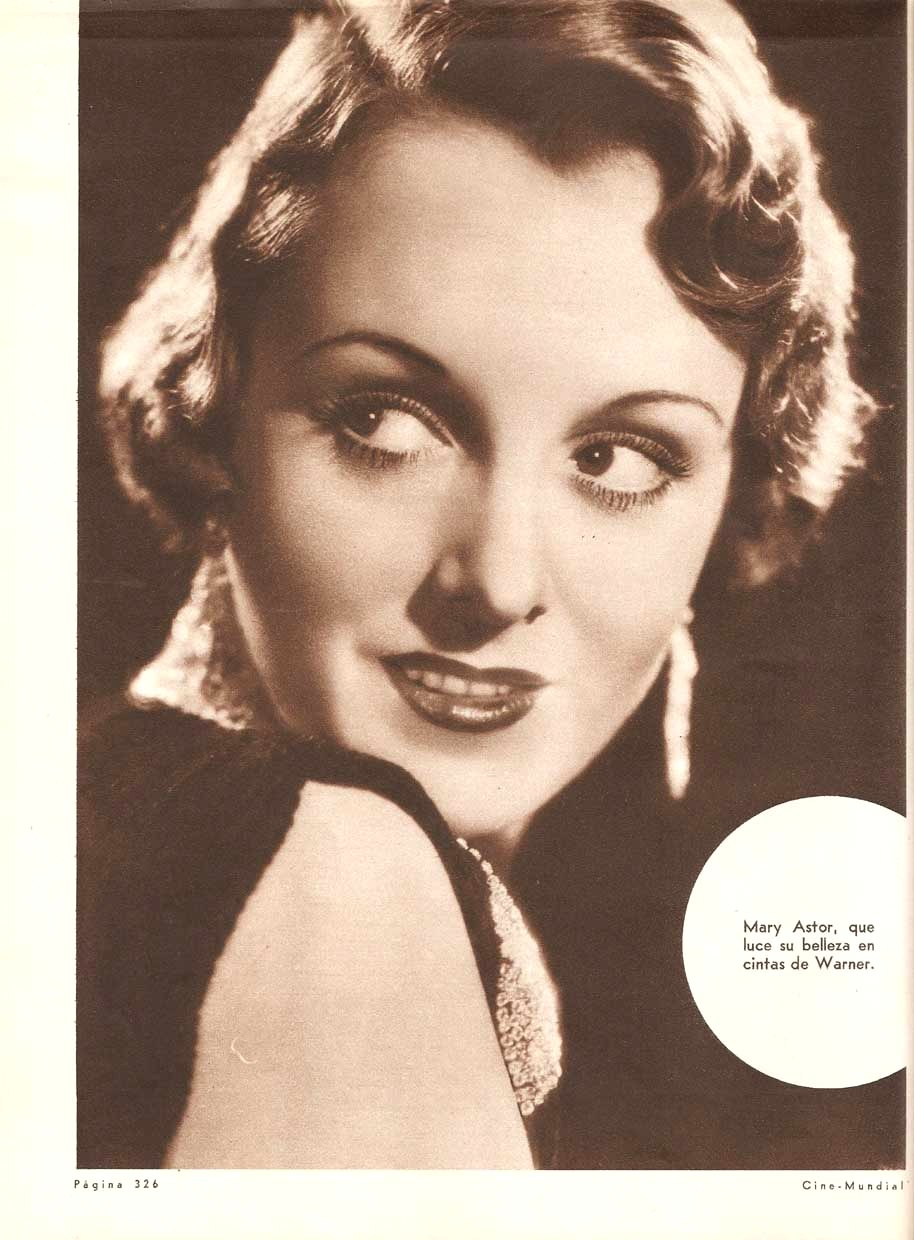
Mary Astor em matéria de uma revista argentina, 1934

Nascida Lucile Vasconcellos Laghanke, era filha de um imigrante alemão, Otto Ludwig Langhanke, e de uma estadunidense de Illinois, Helen Marie Vasconcellos, descendente de portugueses e irlandeses. Iniciou a carreira no cinema com pequenas participações, e muitas vezes não creditada, em 1921, no filme Sentimental Tommy ("Tommy, o Sentimental"), aos 15 anos de idade, em uma cena que acabou sendo cortada do filme.
Fez a partir de então pequenos papéis, até que em 1924 John Barrymore a impôs como sua parceira no filme Beau Brummel ("O Belo Brummel"). Teve uma vida agitada: um tempestuoso caso com Barrymore, quatro casamentos, foi vítima do alcoolismo e teve uma tentativa de suicídio. Quando foi ao tribunal lutar pela custódia da filha, na década de 30, a revelação de seu diário íntimo foi um dos grandes escândalos da época, e sua carreira sofreu uma queda.
Teve uma filha com o segundo marido, e um filho, Antonio, do terceiro casamento com Manuel del Campo.
Escreveu duas autobiografias: My Story e Life on Film, mas após uma doença cardíaca, começou a escrever novelas, num asilo para artistas, na Califórnia.
O trabalho da atriz, seja como heroína ou como vilã, misturava sempre sua beleza sombria com sensualidade. A consagração veio em 1941, com o Oscar de melhor atriz (coadjuvante/secundária) pela atuação no filme A Grande Mentira.

## Filmografia
- Sentimental Tommy (1921) ("Tommy, o Sentimental")
- Beau Brummel (1924), com John Barrymore ("O Belo Brummel")
- Don Juan (1926)
- Two Arabians Knights (1927) ("Dois Cavaleiros Árabes")
- Ladies Love Brutes (1930) ("As Mulheres Amam os Brutos")
- The Runaway Bride (1930)
- The Lash (1931) ("O Chicote")
- Sin Ship (1931) ("A Nau do Pecado")
- Red Dust (1932) ("Terra de Paixões")
- A Successful Calamity (1932) ("Manias de Gente Rica")
- Men of Chance (1932)
- The World Changes (1933) ("A Humanidade Marcha")
- Convention City (1933)
- Easy to Love (1934) ("Fácil de Amar")
- Man of Iron (1935)
- Page Miss Glory (1935) ("A Divina Glória")
- Dodsworth (1936) ("Fogo de Outono")
- The Prisoner of Zenda (1937);
- The Hurricane (1937) ("O Furacão")
- Midnight (1939) ("Meia-Noite")
- Brigham Young (1940)
- The Great Lie (1941) "A Grande Mentira"
- The Maltese Falcon (1941) ("Relíquia Macabra")
- Across the Pacific (1942) ("Garras Amarelas")
- The Palm Beach Story (1942) ("Mulher de Verdade"
- Young Ideas (1943) ("Cuidado com Mamãe")
- Meet me in St.Louis (1944) ("Agora seremos felizes")
- Desert Fury (1947) ("A Filha da Pecadora")
- Fiesta (1947) ("Festa Brava")
- The Act of Violence (1948) ("Ato de Violência")
- Little Women (1949) ("Quatro Destinos")
- Youngblood Hawke (1964)
- Hush…Hush, Sweet Charlotte (1964) ("Com a Maldade na Alma")

## Premiações
- Recebeu o Oscar de atriz (coadjuvante/secundária) em 1941, com o filme The Great Lie ("A Grande Mentira")